# Ragnar Blomqvist
Ragnar Blomqvist (ur. 1 maja 1901 w Lund, zm. 12 czerwca 1983) – szwedzki architekt.

## Życiorys
W 1929 roku został doktorem filozofii. W latach 1938–1961 był antykwariuszem w muzeum, a w latach 1961–1968 pracował w sklepie z antykami w Lund.